# Suffolk Cemetery
Suffolk Cemetery is een Britse militaire begraafplaats met gesneuvelden uit de Eerste Wereldoorlog, gelegen in het Belgische dorp Kemmel. Deze kleine begraafplaats ligt 2,5 km ten noordoosten van het dorpscentrum en is toegankelijk via een 40 m lang graspad. Ze werd ontworpen door William Cowlishaw en wordt onderhouden door de Commonwealth War Graves Commission. Het terrein heeft een lang rechthoekig grondplan met een oppervlakte van ongeveer 385 m² en wordt omsloten door een bakstenen muur. Vooraan staat het Cross of Sacrifice. 
Op enkele honderden meters in de omgeving liggen ook Godezonne Farm Cemetery, Kemmel No.1 French Cemetery en Klein-Vierstraat British Cemetery.
Er worden 47 doden herdacht, waarvan 8 niet geïdentificeerd konden worden.

## Geschiedenis
Kemmel lag tijdens de oorlog nabij het front van de Ieperboog, in geallieerd gebied. De begraafplaats werd in maart en april 1915 aangelegd door het 2nd Suffolks Regiment. De volgende jaren werd ze niet meer gebruikt, op een bijzetting in november 1917 na. In oktober 1918 werden er nog 28 militaire begraven, de meeste van het York en Lancaster Regiment, die sneuvelden tijdens het Duitse lenteoffensief van april dat jaar. De begraafplaats werd toen ook wel Cheapside Cemetery genoemd, naar de naam die men gaf aan de Kriekstraat, de straat ten zuiden van de begraafplaats.
De begraafplaats werd in 2009 als monument beschermd.